# Schönberg-Chandrasekhar limiet
De Schönberg-Chandrasekhar limiet is de maximale massa van de kern van een ster, waarin geen kernfusie meer plaats vindt, die isotherm is en die de druk van het steromhulsel nog kan weerstaan. Deze limiet wordt uitgedrukt in de verhouding van de kernmassa tot de totale massa van de ster. Schattingen van deze limiet verschillen afhankelijk van het model dat men hiervoor gebruikt. Ook zijn stereigenschappen van belang zoals de chemische opmaak van ster en omhulsel. De verkregen waarde varieert doorgaans tussen de 10% en 15%. Dit is maximale grootte die een sterkern van helium kan bereiken. Wordt deze grens overschreden, wat alleen voorkomt bij de grootste sterren, stort de kern ineen, waarbij de vrijgekomen energie de ster enorm doet opzwellen en een rode reus ontstaat. De limiet is vernoemd naar astrofysici Subramanyan Chandrasekhar en Mario Schönberg, die de waarde het eerst publiceerden in 1942. Ze stelden deze toen op:
{\displaystyle \operatorname {({\frac {\operatorname {M} _{ic}}{M}})} _{SC}=0.37({\frac {\operatorname {\mu } _{e}}{\operatorname {\mu } _{ic}}})^{2}}
De Schönberg-Chandrasekhar limiet wordt van belang wanneer het kernfusieproces van een ster uit de hoofdreeks de waterstof in de kern heeft verbruikt. De ster krimpt dan ineen totdat de waterstof begint te fuseren in een schil omheen een heliumrijke kern. Deze schil en kern worden omgeven door het steromhulsel, dat hoofdzakelijk uit waterstof bestaat. De kern neemt in massa toe, omdat de fuserende waterstofschil er helium in afzet. Het steromhulsel blijft de schil van waterstof voorzien. Wanneer de ster minder dan 1,5 zonsmassa(M☉) bezit, zal de heliumkern in een ontaarde toestand geraken voordat de Schönberg-Chandrasekhar limiet wordt bereikt. Heeft de ster in kwestie een massa groter dan 6 M☉ zal ze de hoofdreeks verlaten met een kernmassa die de Schönberg-Chandrasekhar limiet reeds overschrijdt - dus is deze nooit isotherm voordat kernfusie van helium begint. Bij sterren tussen de 1,5 M☉ en 6 M☉ zal de sterkern van helium blijven groeien tot de limiet wordt bereikt, waarop de kern rap zal gaan inkrimpen tot de temperatuur voldoende hoog wordt voor de fusie van helium.